# تاپان سینها
تاپان سینها (انگلیسی: Tapan Sinha; ۲ اکتبر ۱۹۲۴ – ۱۵ ژانویهٔ ۲۰۰۹) کارگردان فیلم، و فیلم‌نامه‌نویس اهل هند بود. وی بین سال‌های ۱۹۴۶ تا ۲۰۰۱ میلادی فعالیت می‌کرد.
وی برنده جایزه ملی فیلم بهترین کارگردانی شده‌است.

## فیلم‌شناسی
- کابلی والا
- زندگی زندگی
- مرگ یک دکتر
- ساگینا